# Linospadix palmerianus
Linospadix palmerianus är en enhjärtbladig växtart som först beskrevs av Frederick Manson Bailey, och fick sitt nu gällande namn av Karl Ewald Maximilian Burret. Linospadix palmerianus ingår i släktet Linospadix och familjen Arecaceae. Inga underarter finns listade i Catalogue of Life.